# Церква чуда святого Архистратига Михаїла в Хонах (Верб'ятин)
Церква чуда святого Архистратига Михаїла в Хонах у Верб'ятині — парафія і храм Бучацького деканату Тернопільсько-Бучацької єпархії Православної церкви України в селі Верб'ятині Бучацької громади Чортківського району Тернопільської области України.

## Історія церкви

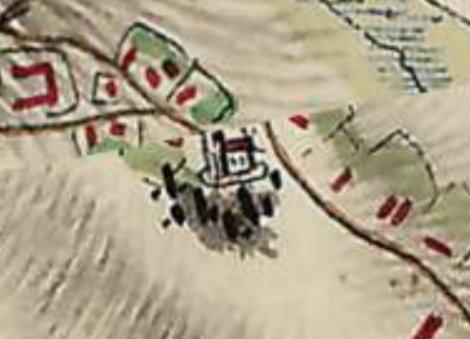
Дерев'яна церква чуда святого Архистратига Михаїла в Хонах на топографічній мапі Фрідріха фон Міґа, кінець XVIII ст.

Дерев'яну церкву збудовано в 1893 році.
До 1990 року парафія і церква були дочірніми, тому тут служили священники з Озерян. У 1990 році громада Верб'ятина стала самостійною та перейшла до УАПЦ, від 2018 — у складі ПЦУ.
22 вересня 2019 року парафію візитував архієпископ Тернопільський і Бучацький Тихон.
Кількість вірян: 1832 — 224, 1844 — 290, 1854 — 361, 1864 — 400, 1874 — 342, 1884 — 823,1886 — 823, 1896 — 412, 1906 — 522, 1914 — 482, 1927 — 501, 1938 — 580.

## Опис
Храм тризрубний, з ширшою навою, одноверхий. Його вівтар з прибудованими з обидвох сторін ризницями, орієнтований майже до півдня. Стіни все ще ошальовані вертикально дошками і лиштвами, піддашшя тримають приставні кронштейни. Баню завершує, ймовірно, колишня дзвіниця. На північ від святині, біля вхідної брами, розташована мурована стінного типу дзвіниця з трьома дзвонами.

## Парохи
- о. невідомий (1932)[3];
- о. Михаїл Сіменович (1836—1837)[3][6];
- о. Михайло Боковський (1837—1842)[3][6];
- о. Фердинанд Недвецький (Медвецький) (1842—1845)[3][6];
- о. Дмитро Владичин (1845—1864)[3][6];
- о. Онуфрій Ванчицький (1864—1866)[3][6];
- о. Василь Целевич (1866—1904)[3],[1][6];
- о. Петро Павлюк (1904—1906),[1][6];
- о. Веселовський (1907—1910),[1][6];
- о. Михаїл Андріїшин (1910—1933),[1][6];
- о. Семен Павлюк (1934—1938),[1];
- о. І. Деркович і о. Гнатик, о. Степан Король (1944—1969)[6];
- о. Петро Висоцький (1970—1989)[6];
- о. Павло Двуліт — тепер.

## Галерея

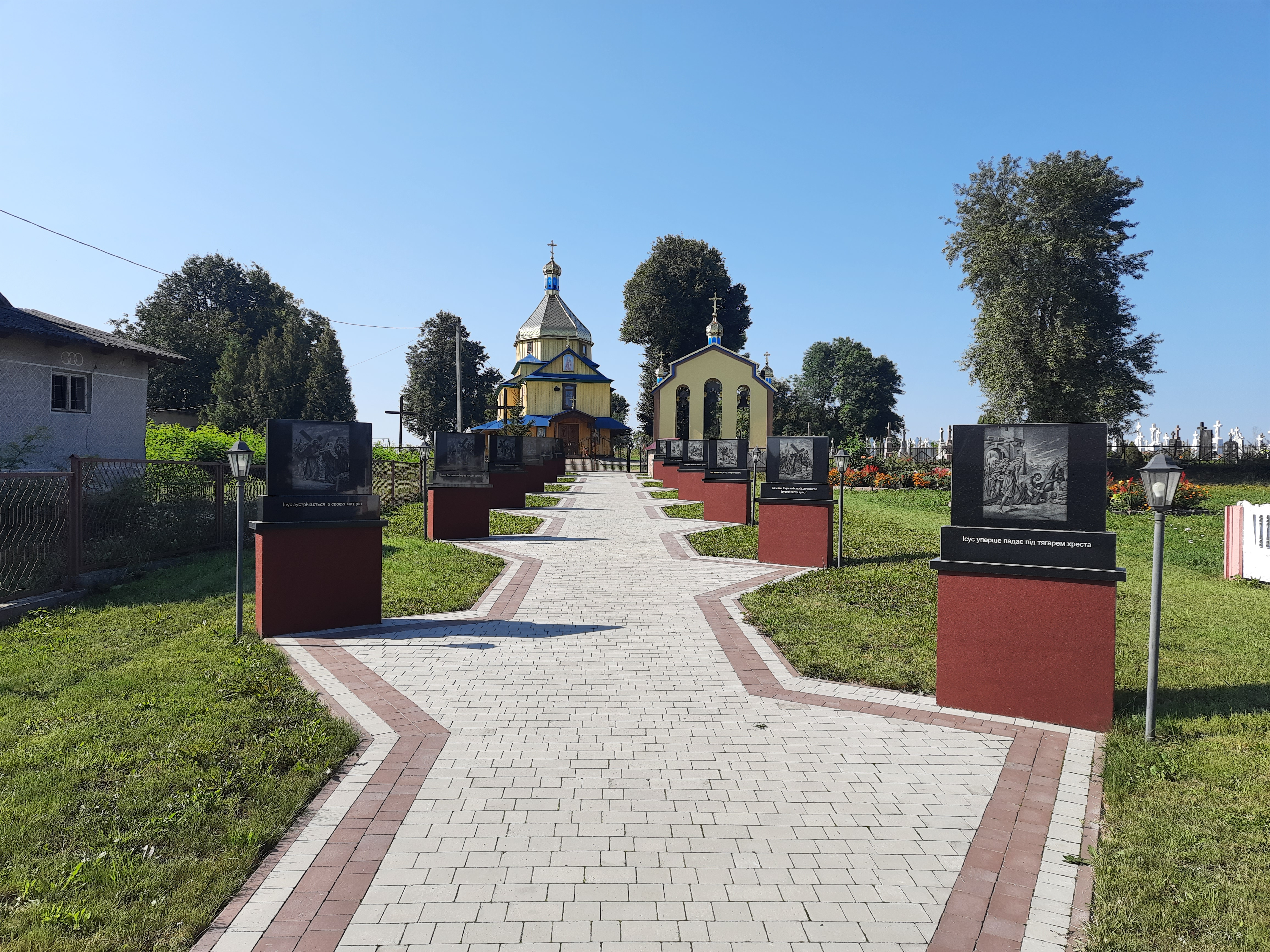
Хресна дорога до храму
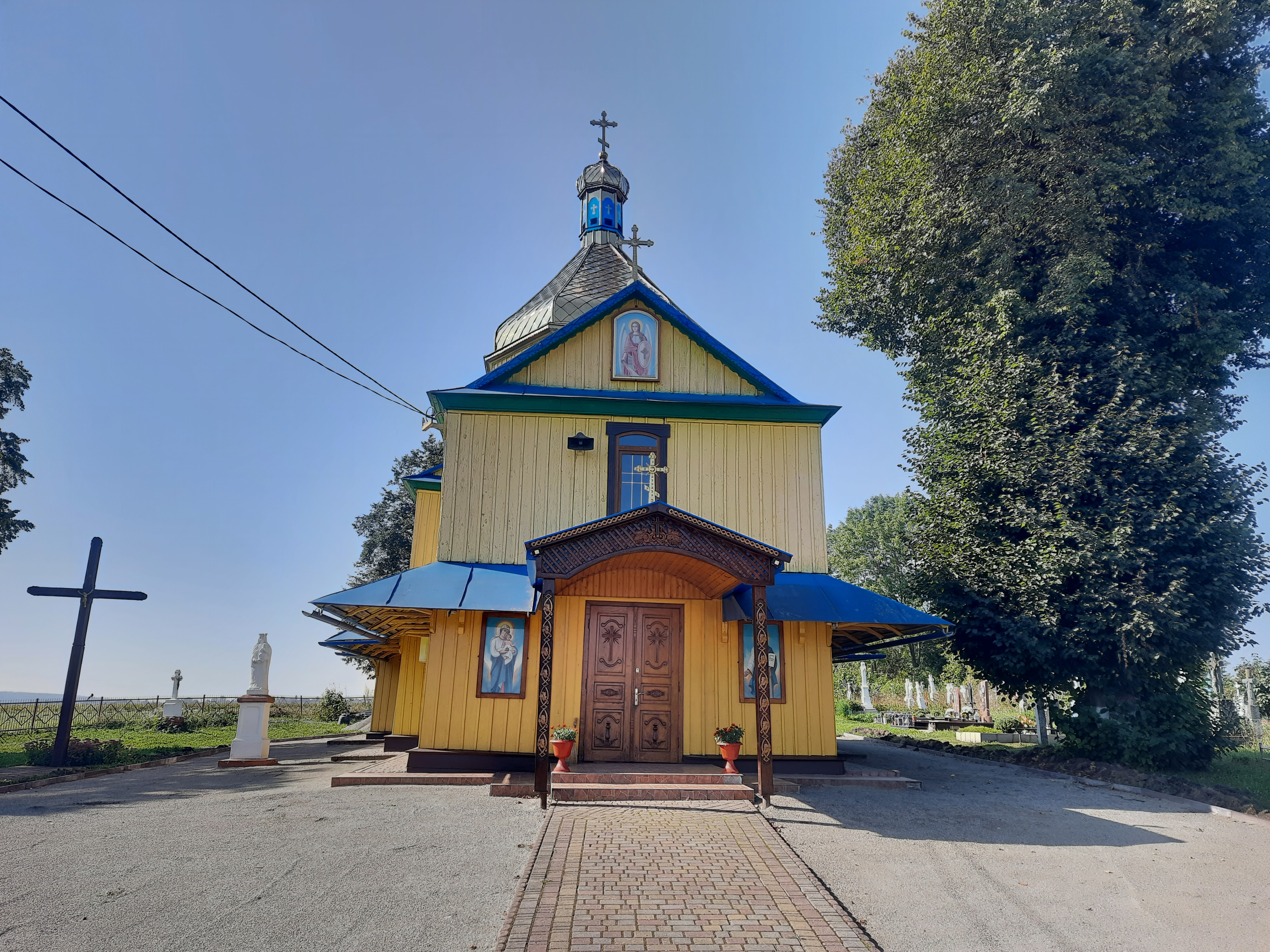
Церква Чуда Святого Михаїла в Хонах
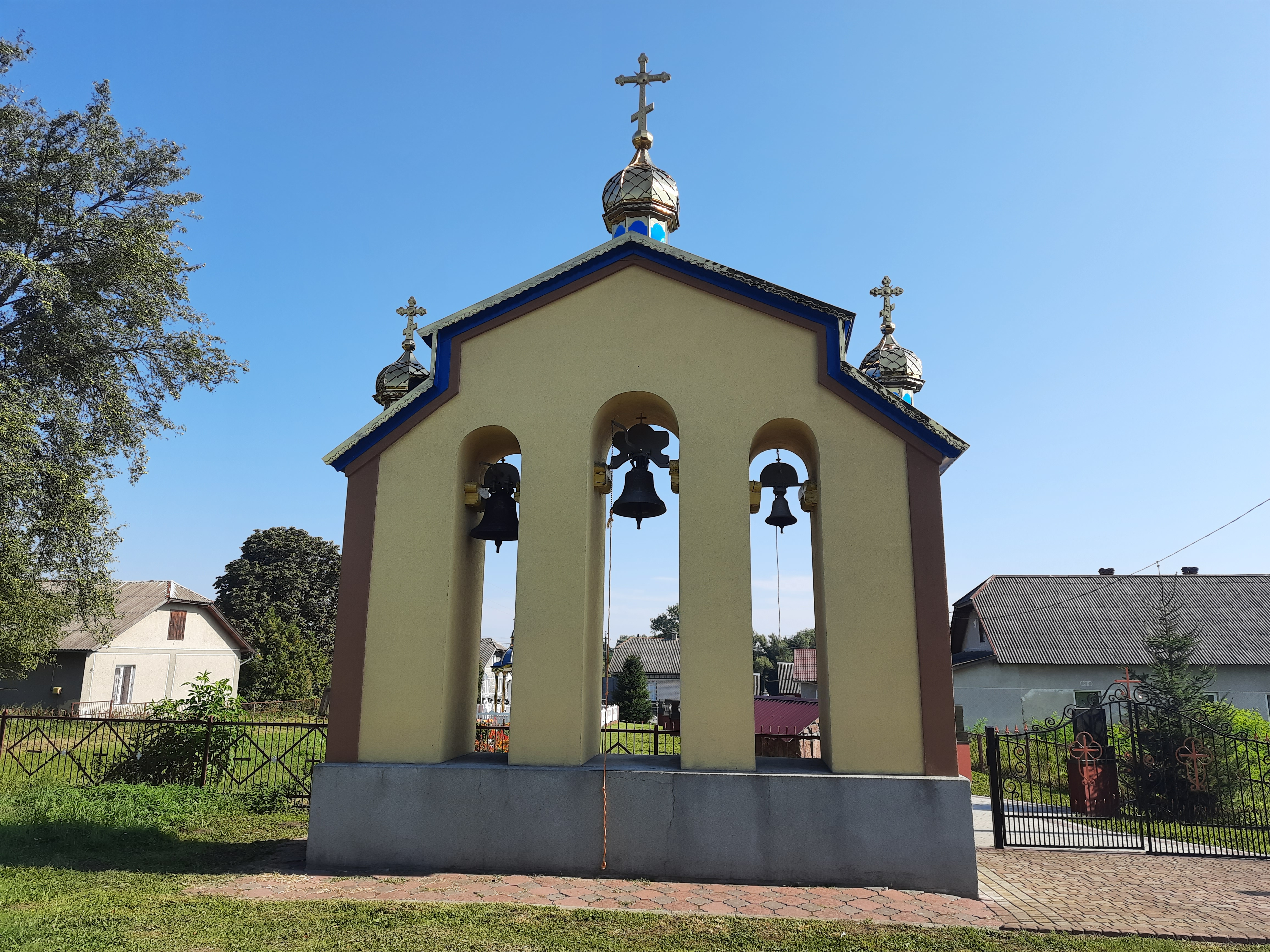
Церковна дзвіниця
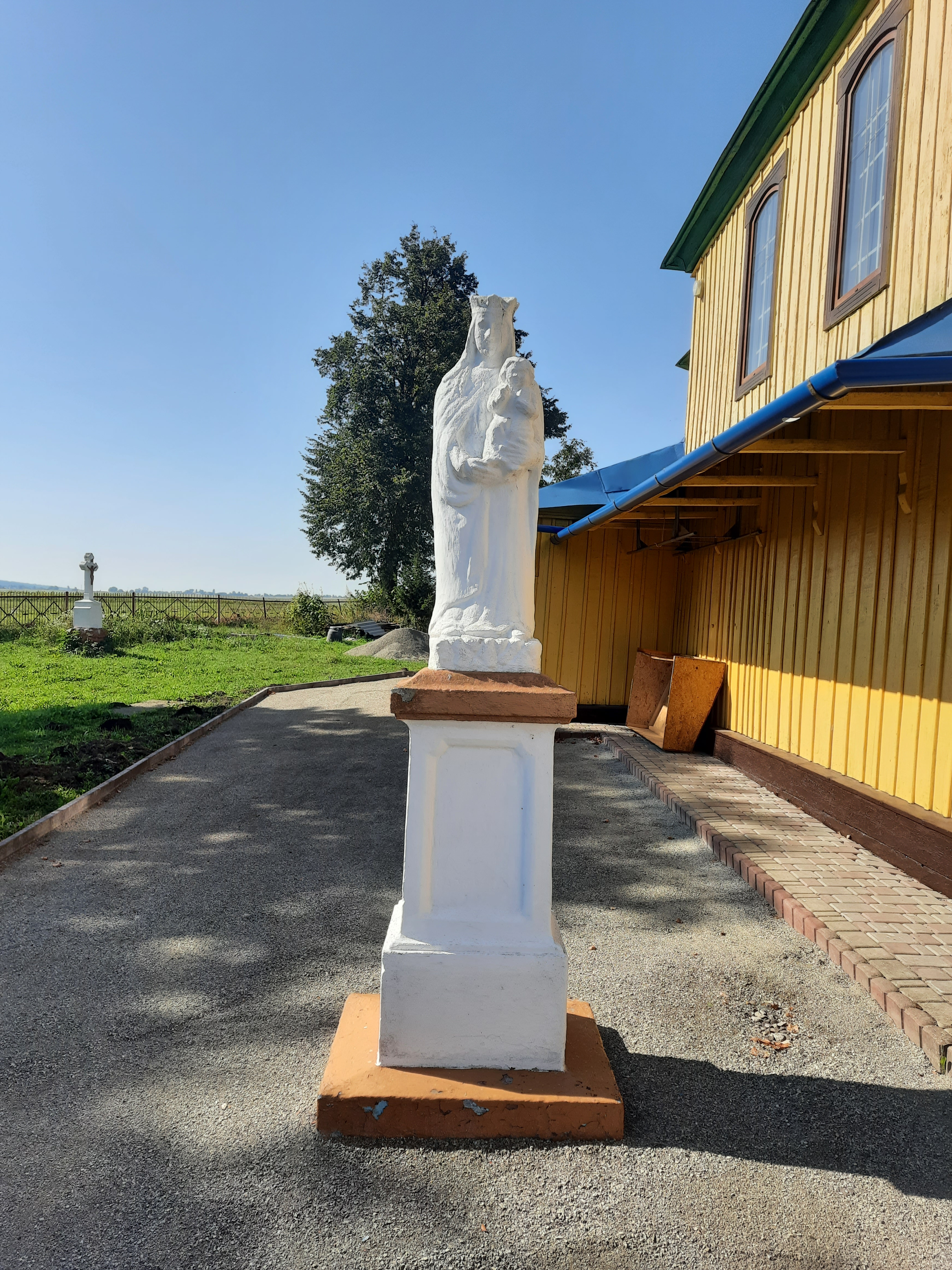
«Фігура» Матері Божої біля церкви